# 井上敏夫 (実業家)
井上 敏夫（いのうえ としお、1901年1月10日 - 1975年6月23日）は、日本の経営者。東京証券取引所理事長を務めた。

## 経歴
三重県出身。1924年に東京帝国大学法学部政治学科を卒業し、同年に日本銀行に入行。
1948年4月に理事に就任し、1954年6月から1959年6月までに副総裁を務め、1961年4月から1967年4月までに東京証券取引所理事長を務めた。
1975年6月23日、脳血栓のために死去。74歳没。